# Melanie Matzies-Köhler
Melanie Matzies (* 1972 in West-Berlin) ist eine deutsche Politikerin (BSW) und Sachbuchautorin. Sie ist seit 2024 Mitglied im Landtag Brandenburg.

## Leben und Beruf
Matzies-Köhler ist in West-Berlin geboren und studierte Psychologie an der Freien Universität Berlin, wo sie ihr Diplom erhielt. Sie spezialisierte sich auf Autismus und verfasste mehrere Werke zu diesem Fachgebiet. Matzies-Köhler lebt in Falkensee und hat ein Kind.

## Politik
Sie wurde 2024 Mitglied beim BSW und Beisitzerin im Landesvorstand des BSW Brandenburg. Bei der Landtagswahl in Brandenburg 2024 wurde sie auf dem sechsten Listenplatz der Landesliste gesetzt und somit in den Landtag gewählt.

## Schriften
- Autismus. Adlerblick und Tunnelblick; Tipps für Kids. CreateSpace Independent Publishing Platform, 2013, ISBN 978-1-4936-0765-5.
- Das Patchworkfamily-Notfallbuch. CreateSpace Independent Publishing Platform, 2014, ISBN 978-1-5029-8705-1.
- Sozialtraining für Menschen im Autismus-Spektrum (AS): Ein Praxisbuch. 2. Auflage. Kohlhammer, Stuttgart 2014, ISBN 978-3-17-025297-4.
- Autismus: Adlerblick und Tunnelsicht 2. Tipps Für Lehrer. CreateSpace Independent Publishing Platform, 2015, ISBN 978-1-5176-3232-8.
- mit Gee Vero: Meine Brücke zu dir. Menschen inner- und außerhalb des autistischen Spektrums im Dialog. Kohlhammer, Stuttgart 2016, ISBN 978-3-17-030600-4.
- mit Nicole Schuster: Colines Welt hat tausend Rätsel. Alltags- und Lerngeschichten für Kinder und Jugendliche mit Asperger-Syndrom. Kohlhammer, Stuttgart 2023, ISBN 978-3-17-043825-5.
- mit Tom Harrendorf: Autismus verstehen – 10 Prinzipien für ein besseres Leben. Eulogia Verlag, Hamburg 2024, ISBN 978-3-96967-482-6.